# Antonio Marini

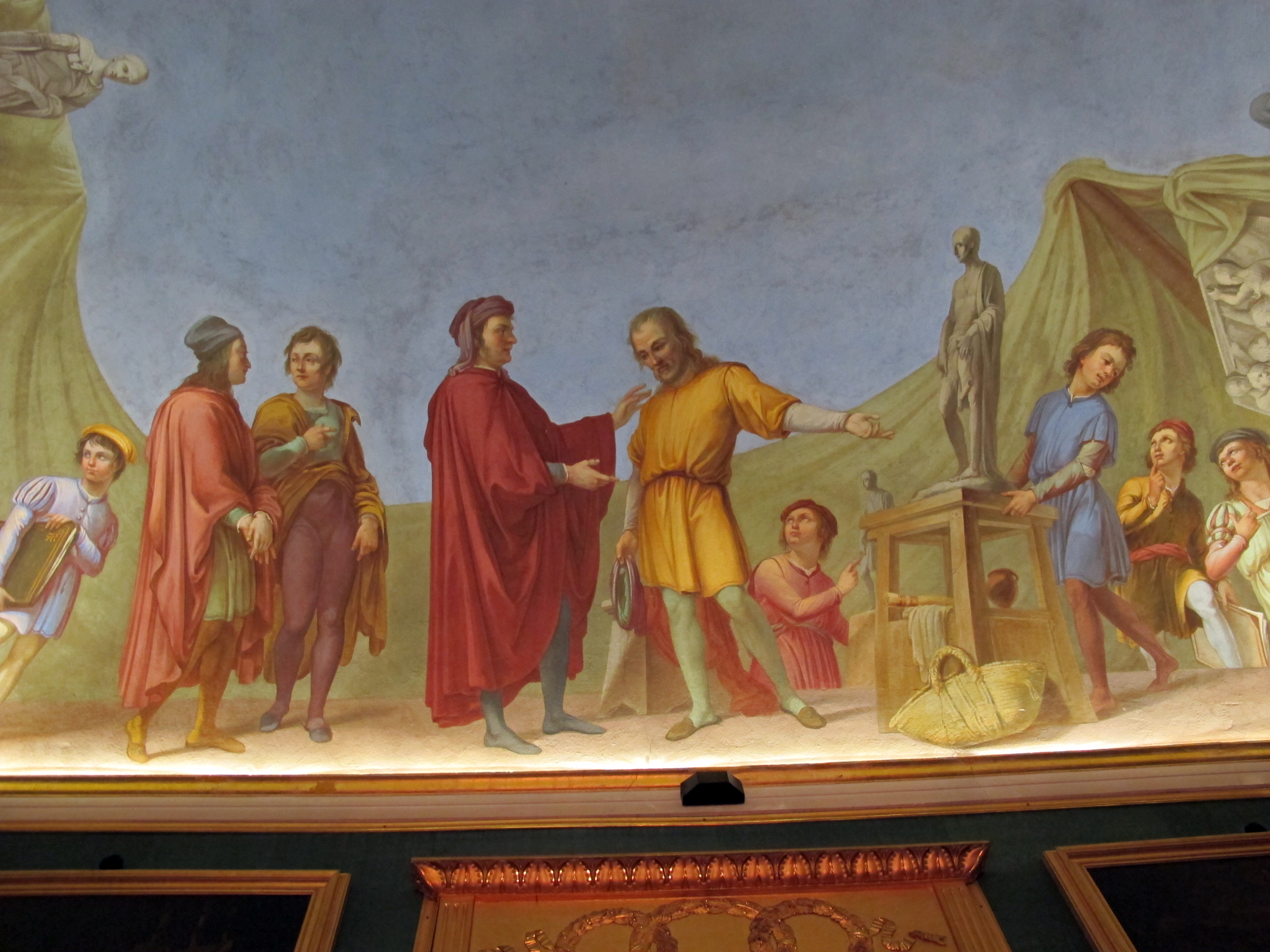
Affreschi in una sala di Palazzo Martelli, Firenze

Antonio Marini (Prato, 27 maggio 1788 – Firenze, 10 settembre 1861) è stato un pittore, incisore e restauratore italiano.

## Biografia
Si formò a Prato e poi a Firenze sotto la guida di Pietro Benvenuti. Fu attivo in numerosi palazzi e chiese toscane, soprattutto come autore di tele e affreschi di tema religioso o storico, ma produsse anche pittura decorativa. Fu attivo inoltre come restauratore di pitture antiche, nel periodo di grande revival romantico.

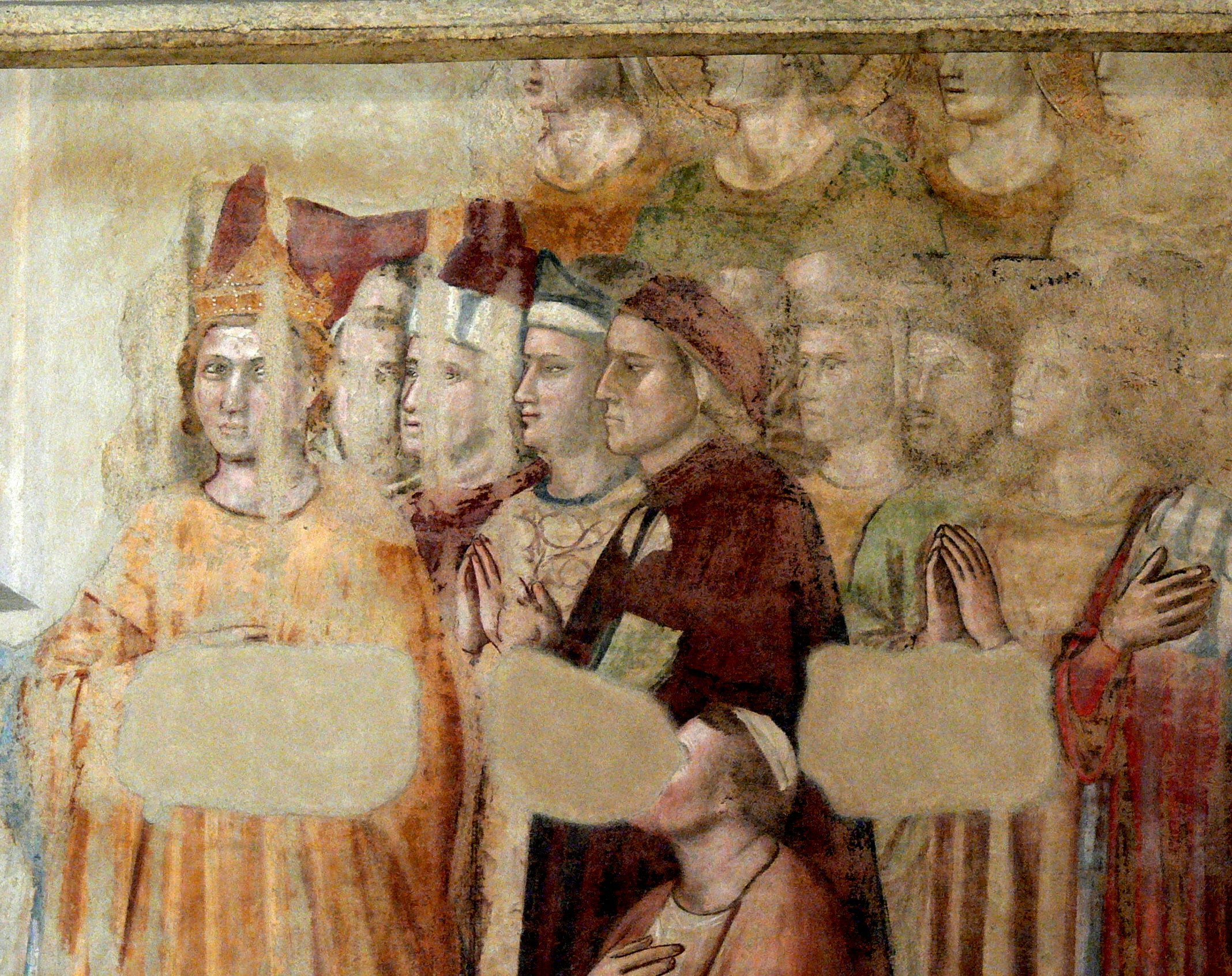
Ritratto giottesco di Dante Alighieri. Palazzo del Bargello, Cappella del Podestà, Firenze.

Ad Antonio Marini si deve la riscoperta nel 1840 di uno dei più antichi ritratti danteschi, realizzato da Giotto intorno al 1330 nel palazzo del Bargello a Firenze.
È sepolto nella sua città, nel chiostro della chiesa di San Domenico.